# Вулиця Конєва (Донецьк)
Вулиця Конєва — одна вулиць міста Донецька. Розташована між вулицею Красноводською та вулицею Авдеєва.

## Історія
Вулиця названа на честь радянського полководця Івана Конєва.

## Опис
Вулиця Конєва знаходиться у Кіровському районі. Починається від вулиці Авдеєва і завершується вулицею Красноводською. Простяглася зі сходу на захід. Довжина вулиці становить близько 500 метрів.